# سه چهره ترس
سه چهرهٔ ترس (ایتالیایی: I tre volti della paura) یا بلک سبث (به انگلیسی: Black Sabbath) فیلمی در ژانر ترسناک به کارگردانی ماریو باوا است که در سال ۱۹۶۳ منتشر شد. از بازیگران آن می‌توان به میشل مرسیه، بوریس کارلوف، هریت وایت و مارک دیمون اشاره کرد.

## External links
- سه چهره ترس در بانک اطلاعات اینترنتی فیلم‌ها (IMDb)